# Jefferson Airplane
Jefferson Airplane a fost o formație rock americană, înființată la San Francisco, California în 1965. Pionieră a rockului psihedelic, formația a fost prima din San Francisco care a dobândit succes comercial și critic, devenind extrem de influentă și fiind responsabilă de crearea așa numitului San Francisco sound.
În anii 1960, concertele trupei Jefferson Airplane erau printre cele mai căutate și mai bine plătite din lume. Au fost singura formație care a cântat la toate cele trei festivaluri rock faimoase din anii 1960, Monterey (1967), Woodstock (1969) și Altamont (1969), fiind cap de afiș și la primul festival organizat pe Isle of Wight.
Discurile lor au avut succes internațional și vânzări considerabile, două single-uri ajungând în US Top 10 și multe albume în Top 20. Surrealistic Pillow, albumul lor din 1967, este considerat unul dintre albumele reprezentative pentru perioada Summer of Love, și a adus formației renumele internațional. Două dintre cântecele de pe acest album, Somebody to Love și White Rabbit, sunt pe Lista celor mai bune 500 de cântece ale tuturor timpurilor stabilită de revista Rolling Stone.

## Membri
Bas
- Bob Harvey (1965)
- Jack Casady (1965–1972)

Tobe
- Jerry Peloquin (1965)
- Skip Spence (1965–1966)
- Spencer Dryden (1966–1970)
- Joey Covington (1970–1972)
- John Barbata (1972–1973)

Chitară
- Jorma Kaukonen (1965–1972)
- Paul Kantner (1965–1974)

Vioară
- Papa John Creach (1970–1974)

Pian
- Grace Slick (1966–1974)

Voce
- Marty Balin (1965–1971)
- Signe Anderson (1965–1966)
- Grace Slick (1966–1974)
- Paul Kantner (1965–1974)
- Jorma Kaukonen (1965–1972)
- Joey Covington (1971)
- David Freiberg (1972–1974)

## Discografie
- 1966:  Jefferson Airplane Takes Off
- 1967: Surrealistic Pillow
- 1967:  After Bathing at Baxter's
- 1968:  Crown of Creation
- 1969:  Bless Its Pointed Little Head
- 1969:  Volunteers
- 1971:  Bark
- 1972:  Long John Silver
- 1989:  Jefferson Airplane